# Liste dänischer Exonyme für deutsche Toponyme
Diese Liste enthält die dänischen Bezeichnungen für Orte mit deutscher Amtssprache. Dies sind fast ausschließlich Wohnplätze und Naturräumlichkeiten in Südschleswig.
Kaum noch gebräuchliche historische Namen sind kursiv gesetzt.
Im dänischen Alphabet kommen die Sonderzeichen Æ, Ø und Å am Ende.

## A
- Angel: Angeln
- Arnæs: Arnis
- Askfelt Ascheffel
- Askov: Aschau

## B
- Berrishave: Birzhaft (Gemeinde Esgrus)
- Bjerringhus: Bergenhusen
- Bjerrum: Bargum
- Brarupskov: Brarupholz
- Bredsted: Bredstedt
- Bolingsted: Bollingstedt
- Borne: Boren
- Bredbøl: Brebel
- Bydelstorp: Büdelsdorf
- Bøglund: Böklund
- Bøl: Böel

## D
- Dagebøl Dagebüll
- Dannevirke: Dannewerk
- Dollerødmark: Dollrottfeld

## E
- Egenæs: Ekenis
- Egernførde (auch Egernfjord): Eckernförde
- Ejderen: Eider
- Ejdersted: Eiderstedt
- Ellingsted Ellingstedt
- Eskilsmark: Eschelsmark
- Eskeris: Esgrus
- Eskeris Skovby: Esgrusschauby

## F
- Fegetask: Fegetasch
- Femern: Fehmarn
- Fjolde: Viöl
- Flensborg: Flensburg
- Follervig: Vollerwiek
- Fovlløk: Faulück
- Frederiksstad: Friedrichstadt
- Fulbro: Voldewraa
- Før: Föhr
- Fårtoft: Fahrtoft

## G
- Gereby: Karlsburg
- Gettorp: Gettorf
- Gottorp Slot: Schloss Gottorf
- Grumtoft: Grundhof
- Grødersby: Grödersby
- Gyderød: Güderott

## H
- Habertved: Habertwedt
- Hamborg: Hamburg
- Hanved: Handewitt
- Harreslev: Harrislee
- Hjoldelund: Joldelund
- Holdhid: Hollehitt
- Hollingsted: Hollingstedt
- Holtenå: Holtenau
- Husby: Hüsby
- Hylderup: Hüllerup
- Hytten: Hütten

## I
- Ileved: Ilewitt
- Isted: Idstedt

## J
- Jellenbæk, Krusentorp: Krusendorf in Schwedeneck
- Jernved: Dänischer Wohld
- Jershøj: Jerrishoe
- Jydbæk: Jübek

## K
- Kappel: Kappeln
- Karskov: Karschau
- Kisby: Kiesby
- Kobbermølle: Kupfermühle
- Kohøved: Ludwigsburg in Schwansen
- Kongstenen: Königstein
- Kværn: Quern

## L
- Langballe: Langballig
- Langsted: Langstedt
- Lind(e)ved: Lindewitt
- Lindå: Lindau bei Kiel und Lindau (Gemeinde Boren)
- Lindånæs: Lindaunis
- Lolfod: Lollfuß in Schleswig
- Lyksborg: Glücksburg
- Lyngsted, Løvensted: Löwenstedt
- Lyngvrå: Lüngerau
- Lyrskov: Lürschau
- Lyrskov Hede: Lürschauer Heide
- Lyshøj: Lutzhöft
- Løjt: Loit
- Læk: Leck

## M
- Marslev: Maasleben
- Mysunde: Missunde
- Mørvig: Mürwik
- Mårkær: Mohrkirch

## N
- Nibøl: Niebüll
- Notfeld: Nottfeld
- Nybøl: Nübel (mehrere Orte)
- Nørgaardskov: Norgaardholz
- Nørre Brarup: Norderbrarup

## O
- Oksager: Ausacker
- Okslev: Owschlag
- Ondaften: Unaften
- Oversø: Oeversee

## R
- Ravnkær: Rabenkirchen
- Rebjerg: Rehberg
- Rendsborg: Rendsburg
- Rojkær: Roikier
- Rundtoft: Rundhof
- Rygge: Rügge
- Rylskov: Rüllschau

## S
- Savstrup: Saustrup
- Sild: Sylt
- Skovby: Schuby
- Skovlund: Schafflund
- Skræpperi: Schrepperie
- Skægerød: Scheggerott
- Slesvig: Schleswig
- Slien: die Schlei
- Sosti: Wassersleben
- Sporskifte: Weiche (Flensburger Stadtteil)
- Stenbjerg: Steinberg
- Stenbjerg hav: Steinberghaff
- Stenbjerg Kirke: Steinbergkirche
- Stenfeld: Steinfeld
- Stoltebøl: Stoltebüll
- Store Vi: Großenwiehe
- Strukstrup: Struxdorf
- Strygmølle: Streichmühle
- Svans: Schwansen
- Sølvested: Silberstedt
- Sønder Brarup: Süderbrarup
- Sønder Løgum: Süderlügum
- Sønder Smedeby: Süderschmedeby mit Süderschmedebyfeld

## T
- Torsted: Taarstedt
- Treja: Treia
- Trelstrup: Drelsdorf
- Trenen: die Treene
- Tved: Twedt
- Tønning: Tönning

## U
- Ulsnæs: Ulsnis
- Undevad: Unewatt

## V
- Vadehavet: Wattenmeer
- Valsbøl: Wallsbüll
- Venerød: Winderatt
- Vesterhavet: die Nordsee
- Vestermølle: Westermühlen
- Vesterskov: Westerholz
- Vippentorp: Wippendorf
- Vogsrød: Wagersrott

## Ø
- Ølsby: Uelsby
- Ørsbjerg: Oersberg
- Øster Fjolde: Ostenfeld
- Østersøen: die Ostsee

## Å
- Ågeby: Akeby